# A Wopbopaloobop A Lopbamboom
A Wopbopaloobop A Lopbamboom és una pel·lícula luxemburguesa-alemanya dirigida per Andy Bausch del 1989.

## Argument
Rocco surt de la presó el 31 de desembre de 1962. El seu somni és anar a Amèrica. Abans d'això vol estalviar diners a casa a Dudelange i visitar la seva xicota Vero. Aquesta nit de Cap d'Any acaba tràgicament.

## Repartiment
- Birol Ünel: Rocco Keipes
- Thierry van Werveke: Petz Zamponi
- Désirée Nosbusch: Vero Zamponi
- Konrad Scheel: Hartmut Keipes
- Jochen Senf: Bruno Kurz
- Serge Wolff: Daniel
- Sabine Berg: Anke Keipes
- Geraldine Karier: Ginette
- Steve Karier: Bully
- Marie-Christine Faber: Mme Zamponi
- Fernand Fox: Leo
- Patrick Hastert
- Fred Junck

## Producció
Després del gran èxit de la seva darrera pel·lícula Troublemaker, alguns productors de cinema alemanys van conèixer Andy Bausch. Els productors de Frankfurt li van oferir l'oportunitat de fer una pel·lícula per a la sèrie de ZDF "Das kleine Fernsehspiel". Andy Bausch i Armand Strainchamps, dos naturals de Dudelange, van escriure llavors el guió de la pel·lícula A Wopbopaloobop A Lopbamboom. Es van inspirar en les pel·lícules d'Elia Kazan i Marlon Brando dels anys 50.
La pel·lícula en si, que té lloc a Dudelange en un dia i una nit, es va rodar en només 15 dies el gener de 1989 a Esch-sur-Alzette, inclòs al Boulevard Aloyse Meyer i davant de l'entrada del lloc d'Arbed Schiffleng.
L'estrena televisiva va tenir lloc el 19 de desembre de 1989 a ZDF.

## Premis
La pel·lícula es va projectar el setembre de 1989 al Festival Internacional de Cinema de Sant Sebastià 1989, on Andy Bausch va rebre el "Premi Banco de Vitoria per Nous Realitzadors".
Als 2ns Premis del Cinema Europeu de 1989, Guest Waltzing i Maggie Parke també van ser nominades per la seva música i l'actriu Sabine Berg va ser nominada per a la millor paper secundari femení

## Sobre la pel·lícula
Thierry van Werveke canta la cançó Twist à Luxembourg a la pel·lícula, que es va convertir en un autèntic èxit a Luxemburg.
El títol de la pel·lícula és una referència a la cançó Tutti Frutti de Little Richard, que canta: "A wop bop-b-luma b-lop bam bom".

## Recepció
Janet Maslin de The New York Times va escriure: "Fotografiada en blanc i negre cru, sufocant i incongruent, la pel·lícula podria, sens dubte, proporcionar moltes imatges sorprenents que atrauen els assistents al festival a comprar entrades que després lamenten". Els primers minuts d'aquesta pel·lícula, amb el so de l'aigua que degota i la visió d'una claraboia pivotant, són una pista suficient. Més tard hi ha nombrosos primers plans de les sabates dels personatges. Hi ha moltes pauses llargues i ombres profundes.”
Der Spiegel va escriure: "La pel·lícula de Bausch està concebuda amb tal fervor autobiogràfic que l'espectador té la sensació que està pertorbant una celebració commemorativa privada."
Dieter Deul va escriure a Die Welt: “Bausch va posar en escena aquest mosaic moral lluny de la transfiguració nostàlgica, tot i que fa malabars però no coqueteja amb les necessitats de la pel·lícula rebel americana. Hi ha una 'camarilla de Vespa' que condueix cap al tren a les vies amb la mateixa valentia que ho va fer James Dean cap a l'abisme '...perquè no saben què estan fent'".
Viviane Thill a Forum: „A wopbopaloobop a lopbamboom“ (1989) [és] amb diferència la millor pel·lícula de Bausch […] La fotografia en blanc i negre d'alt contrast, que és bonic amb els efectes d'il·luminació típics del cinema negre, la boira espessa i una lluna plena una mica abstracta embolcallen aquesta història arquetípica però ben explicada en un irrealisme poètic que crea la distància i la perspectiva que tant falten en altres llocs.